# Jean Maheu
Pour les articles homonymes, voir Maheu.
Jean Maheu, né le 24 janvier 1931 à Paris et mort dans la même ville le 9 janvier 2022, est un haut fonctionnaire français, qui a été notamment directeur de Radio France et du Centre Pompidou.

## Biographie

### Jeunesse et études
Fils de René Maheu, directeur général de l'UNESCO, et d'Inès Allafort du Verger, Jean Maheu fait ses études au lycée Claude Bernard à Paris et au lycée Pasteur à Neuilly-sur-Seine, avant de suivre les cours de l'Institut d'études politiques de Paris et d'intégrer l'École nationale d'administration (ENA) en 1956. Le 27 juin 1956, il épouse Isabelle Viennot dont il a six enfants : Emmanuel, Anne, Sophie, Pascale, Jean-Philippe et Delphine.

### Parcours professionnel
En 1958, à sa sortie de l'ENA, il devient auditeur à la Cour des comptes. En 1959, il est membre du comité Rueff-Armand. De 1962 à 1967, il est chargé de mission au Secrétariat général de la Présidence de la République auprès du général de Gaulle. Promu conseiller référendaire à la Cour des comptes en 1964, il est nommé directeur de la jeunesse et des activités socio-éducatives au secrétariat d'État auprès du Premier ministre chargé de la Jeunesse, des Sports et des Loisirs (1967-1974).
Il devient ensuite directeur de la musique, de l'art lyrique et de la danse au ministère de la Culture (1974-1979). En cette qualité, il préside l'Orchestre de Paris (1974-1979) et est également vice-président de l'Opéra de Paris.
En 1983, il est nommé président du Centre national d'art et de culture Georges-Pompidou. Il est reconduit pour un second mandat de trois ans en mars 1986. Il est promu conseiller maître à la Cour des comptes en 1985.
En 1989, il devient président-directeur général de Radio France, fonction qu'il occupe jusqu'en 1995. En cette qualité, il est membre du Conseil supérieur de la langue française, membre du Conseil d'administration de l'Agence France-Presse, membre de la Communauté des radios publiques de langue française.
Il est président de la Maison de la poésie de la Ville de Paris de 1995 à 1998, du conseil d'administration du Théâtre de la Ville (depuis 1996), du Centre national de la photographie (depuis 1996) et de l'Association des Centres culturels de rencontres (depuis 1997).
Il meurt le 9 janvier 2022, à deux semaines de son 91e anniversaire.

### Parcours professoral
Il a été maître de conférences à l'Institut d'études politiques de Paris de 1959 à 1970, professeur associé à l'université Paris IV de 1994 à 1997, et puis professeur associé à l'université d'Évry (auprès des étudiants de Master 2 Administration du spectacle vivant).

## Publications
- Les Nus et les Trembles, poèmes, 1984, éd. L'Herne
- Un été de sel, poèmes, 1989, éd. L'Herne
- Le Ravissement de l'île, poèmes, 1992, éd. L'Herne
- L'ébloui, poèmes,2004, éd. Seguier
- Naissance du vertige, poèmes, 2009, éd. Océanes Atlantica - Seguier

## Décorations
- Officier de la Légion d'honneur (1996)[2]
- Grand officier de l'ordre national du Mérite
- Officier de l'ordre des Palmes académiques
- Commandeur de l'ordre des Arts et des Lettres
- Officier de l'ordre du Mérite de la République fédérale d'Allemagne
- Insigne d'argent de la République d'Autriche
- Ordre du Soleil levant du Japon

## Source
- Who's who in France, 34e édition, 2002-2003, Levallois-Perret, Éditions Jacques Lafitte, 2002, p. 1238